# Anita Mui
Anita Mui Yim-fong (chinesisch 梅艷芳 / 梅艳芳, Pinyin Méi Yànfāng, Jyutping Mui2 Jim6fong1, kantonesisch Mui Yim-fong; * 10. Oktober 1963 in Hongkong; † 30. Dezember 2003 ebenda) war eine chinesische Sängerin und Schauspielerin.

## Karriere
Mit ihrem Sieg 1982 beim New Talent Singing Contest (新秀歌唱比賽) vom Hongkonger privaten Fernsehsender TVB begann Anita Muis internationale Karriere zunächst als Sängerin.
Auf Grund ihres enormen Erfolgs wird sie oft auch als „Madonna of Hong Kong“ bezeichnet. Ebenso wie Madonna änderte sie auch häufig ihr Aussehen und galt als das „Bad Girl“ des Cantopop.
Erfolgreich war Anita Mui allerdings auch als Schauspielerin. Von 1983 an spielte Anita Mui vornehmlich in Action- und Martial-Arts-Rollen. Sie brillierte aber auch in Rouge von Stanley Kwan, einem tragischen Liebesfilm, der inzwischen als Klassiker gilt. Mit ihrem Filmpartner Leslie Cheung drehte sie auch noch einige andere Filme (z. B. Who’s the Woman, Who’s the Man von 1996). Sie nahmen auch viele erfolgreiche Songs zusammen auf. Die beiden waren eng befreundet. Sie sei für ihn, sagte er einmal, wie eine kleine Schwester. Außerdem war sie mit ihrem weltbekannten Filmpartner Chow Yun Fat in den 1980er Jahren auf den heimischen Leinwänden aktiv und erfolgreich.
Ihr internationaler Durchbruch als Schauspielerin, dem Anita Mui auch ihre Bekanntheit in Deutschland zu verdanken hat, gelang ihr an der Seite von Jackie Chan in Rumble in the Bronx (1994) und Drunken Master II (1993). Zhang Yimou widmete ihr seinen Film House of Flying Daggers (2004).

## Tod
Anita Mui starb am 30. Dezember 2003 im Alter von 40 Jahren an den Folgen von Gebärmutterhalskrebs im Hong Kong Sanatorium & Hospital. Ihre ältere Schwester Ann Mui, ebenfalls Sängerin des Cantopop, war im Jahre 2000 an der gleichen Krankheit gestorben.

## Filmografie (Auswahl)
- 2001: Midnight Fly (Huang xin jiaqi, 慌心假期)
- 1995: My Father is a Hero (Kap baba dik seon, 給爸爸的信)
- 1995: Rumble in the Bronx (Hungfan kui, 紅番區)
- 1993: Heroic Trio 2: The Executioners (Jindoi Hohapzun, 現代豪俠傳)
- 1993: Fight back to School 3 (Tohok wailung III: Lung gwoh gainin, 逃學威龍Ⅲ之龍過雞年)
- 1993: The Heroic Trio (Dungfong sam hap, 東方三俠)
- 1993: The Mad Monk (Chai Gong, 濟公)
- 1994: Drunken Master (Jui kuen II, 醉拳II)
- 1991: Saviour of the Soul (Gauyat Sandiu haplui, 九一神鵰俠侶)
- 1990: The Fortune Code (Fugui bingtuan, 富貴兵團)
- 1990: Shanghai Shanghai (Luanshi ernü, 亂世兒女)
- 1989: City Wolf III: Hexenkessel Saigon (Yinghung boonsik III: Zikyeung ji gor, 英雄本色III夕陽之歌)
- 1989: Miracles – Der beste Boss der Unterwelt (Keijik, 奇蹟)
- 1988: Rouge (Yinjikau, 胭脂扣)
- 1986: Inspector Chocolate (Shentan Zhuguli, 神探朱古力)
- 1987: Der Voodoo-Fluch – Scared Stiff (Siusang mung ging wan, 小生夢驚魂)
- 1986: 100 Ways to Murder your Wife (Shaqi er’renzu, 殺妻二人組)

Quelle: Internet Movie Database, Hong Kong Movie Database

## Trivia
Ein 2001 entdeckter Asteroid – „(55384) Muiyimfong“ – wurde nach ihr benannt. 2021 wurde die fünfteilige Filmbiografie Anita vom Regisseur Lok Man Leung (Longman Leung) zur Sängerin und Schauspielerin in Hongkong veröffentlicht.